# Abbiategrasso
Abbiategrasso est une ville italienne d'environ 31 400 habitants, située dans la ville métropolitaine de Milan, région de Lombardie, dans le nord-ouest de l'Italie.

## Géographie
Abbiategrasso est située dans la plaine du Pô, à environ 22 km de Milan et 38 km de Pavie. Une grande partie de son territoire est niché dans le parc du Tessin.

## Histoire
Les origines de la ville remontent aux Celtes, qui habitaient la région depuis au moins le Ier siècle av. J.-C. À l'époque romaine, la population est marquée par croissance forte comme en témoignent de découvertes effectuées sur les fermes de la région. La plupart de ces anciennes colonies est sur la route, qui longeait le Tessin.
L'économie est alors basée sur l'agriculture, avec la culture des céréales, la production de vin et de l'élevage. Son nom indique qu'elle se trouvait sur un territoire dénommé vallée grasse.
À la fin de l'Empire romain d'Occident, son territoire subit les invasions barbares, l'établissement des Lombards. En 1044, Abbiategrasso devient une possession de l'archevêque de Milan, qui a construit un avant-poste de défense contre les Magyars, détruit en 1162 lors de l'invasion de l'Italie par Frédéric Barberousse.
Dans les années suivantes la ville s'est développée, non seulement autour de l'église de Saint-Pierre, mais plus au sud, où, près de l'actuelle église Santa Maria Vecchia, se dressait un petit château. Cette ville est devenue le centre principal, tandis que la vieille banlieue continue de se développer avec une certaine autonomie, géographiquement toujours visible aujourd'hui.
En 1277 Abbiategrasso devient partie intégrante du duché de Milan, gouverné d'abord par les Visconti (qui y ont construit un château), puis par les Sforza. Dans un document de 1304 on trouve la première référence au nom Habiate qui dicitur Grasso qui peu à peu s'est transformé en Abbiategrasso.
Avec la mort de François II Sforza, le duché de Milan est tombé sous l'influence et l'occupation espagnole. On fait alors démolir le château. La démolition n'a pas été fait alors totalement, mais seulement en partie. Il ne reste qu'une demeure simple, rendue à un usage public en milieu du XIXe siècle. 
Le 30 avril 1524, pendant les guerres d'Italie, le chevalier Bayard est mortellement blessé à Abbiategrasso en protégeant la retraite de l'armée française.
En 1707, elle passe sous l'autorité du gouvernement autrichien et y reste jusqu'en 1859, pendant le Risorgimento.
Avec la transition vers le royaume d'Italie, Abbiategrasso est également développée en termes de secteur et sa croissance est accentuée par la construction d'un hôpital en 1882, un immense cimetière et de nouvelles écoles. Abbiategrasso devient la capitale d'un district de la province de Milan.
En 1870, la ligne de chemin de fer a été ouverte entre Milan et Mortara, ce qui a causé le déclin du transport fluvial sur le canal.
Le 31 mars 1932, Abbiategrasso a reçu le titre de ville.

## Économie
Les activités économiques principales sont la culture des céréales (avec une prévalence particulièrement dans le riz et le maïs), l'agro-alimentaire, le textile, l'ingénierie et des services.
Seulement 16 % du territoire communal est urbanisé tandis que 84 % sont exploités par l'agriculture.
Le territoire est traversé par des canaux, construits pour relier la rivière du Tessin avec la capitale régionale.
- BCS Group

## Culture
Chaque deuxième dimanche de juin a lieu le Palio de San Pietro.

## Administration
| Période                                  | Période      | Identité        | Étiquette     | Qualité |
| ---------------------------------------- | ------------ | --------------- | ------------- | ------- |
| 28 mai 2002                              | 12 juin 2007 | Alberto Fossati |               |         |
| 12 juin 2007                             | En cours     | Roberto Albetti | Centro-Destra |         |
| Les données manquantes sont à compléter. |              |                 |               |         |

### Hameaux
Baraggetta, Bellotta, Canova di Sopra, Case Rurali, Cavallotta, Cittadina, Mendosio, Meraviglia, Nuova Bassano, San Donato, Scocca

### Communes limitrophes
Robecco sul Naviglio, Albairate, Cassinetta di Lugagnano, Cerano (NO), Vermezzo, Cassolnovo (PV), Morimondo, Ozzero, Vigevano (PV)

### Évolution démographique
Habitants recensés

## Monuments
- Le château
- La basilique
- Le couvent de l'annonciation
- L'église San Gaetano
- L'église San Bernardino

Les principaux monuments de la ville sont : 
- La Basilique Santa Maria Nuova, construite au XIVe siècle
- L'église Santa Maria Vecchia
- L'église San Bernardino
- L'église San Gaetano
- Le couvent de l'Annonciation
- Le château Visconti (it)

## Transports
Abbiategrasso a une liaison ferroviaire sur la ligne Milan-Mortara. La station se situe sur la Piazza Fratelli Rossi, les trains s'arrêtent à Milan et dans la direction opposée à Vigevano et Alexandrie.

## Personnalités nées à Abbiategrasso
- Gian Galeazzo Maria Sforza (1469-1494), duc de Milan de 1476 à 1494
- Marco Villa, cycliste sur piste médaillé olympique à Sydney en 2000.
- Christian Abbiati, (1977), footballeur

## Jumelages
Jumelage « triangulaire » avec :
- Langres (France) ;
- Ellwangen (Allemagne).